# Bécon-les-Granits
Bécon-les-Granits är en kommun i departementet Maine-et-Loire i regionen Pays de la Loire i nordvästra Frankrike. Kommunen ligger i kantonen Le Louroux-Béconnais som tillhör arrondissementet Angers. År 2022 hade Bécon-les-Granits 2 781 invånare.

## Befolkningsutveckling
Antalet invånare i kommunen Bécon-les-Granits
| Referens: INSEE |